# 富江町
富江町（とみえちょう）は、かつて長崎県の南松浦郡にあった町。2004年8月1日に福江市、南松浦郡玉之浦町、三井楽町、岐宿町、奈留町と合併して五島市となった。

## 地理
五島列島福江島の南部に位置した。

## 歴史
- 1889年（明治22年）4月1日 - 町村制施行により南松浦郡富江村が成立する。
- 1922年（大正11年）9月1日 - 町制施行し、富江町となる。
- 1928年（昭和3年）1月1日 - 男女群島の所属が大浜村に移る[1]。
- 2004年（平成16年）8月1日 - 福江市、南松浦郡玉之浦町、三井楽町、岐宿町、奈留町と合併し五島市となる。

## 地名
五島市合併時に末尾の「郷」を廃止。
- 狩立郷（かりだて）
- 黒島郷
- 黒瀬郷
- 繁敷郷
- 職人郷
- 田尾郷
- 岳郷
- 土取郷
- 富江郷
- 長峰郷
- 松尾郷
- 山下郷
- 山手郷

## 行政

### 町章
- 1922年9月1日の町制施行と同時に制定され、由来は三つ組み合わせた「と」・円やかな三つの曲線にして、それでサンゴを想像してから、そして、「とみ」を意味し、それらを意匠化したものである。[2][3][4]

## 教育
高等学校
- 長崎県立富江高等学校（2011年閉校）

中学校
- 富江町立富江中学校

小学校
- 富江町立富江小学校
- 富江町立盈進小学校
- 富江町立田尾小学校（廃止）
- 富江町立長峰小学校（廃止）
  - 岳分校（廃止）
  - 山崎分校（廃止）

## 観光・名所
- 地蔵坂及び只狩山展望所
- 井坑
- 勘次ガ城